# Opština Priboj
Die Opština Priboj (serbisch-kyrillisch Општина Прибој) ist eine serbische Großgemeinde in der Gebirgsregion Südwestserbiens mit etwa 27.000 Einwohnern. Ihr Verwaltungssitz ist die Kleinstadt Priboj.

## Geografie
Priboj liegt im äußersten Westen Zentralserbiens, südlich des Zlatibor-Gebirges. Die Gemeinde erstreckt sich auf einer Gesamtfläche von 553 km2 im Tal des Lim und grenzt im Westen an Bosnien und Herzegowina. 4 km westlich von Priboj mündet der Uvac in den Lim.
Innerhalb des Gemeindegebiets liegt das 171 Einwohner zählende Dorf Međurečje, das eine Exklave von Bosnien und Herzegowina darstellt und zur bosnischen Teilrepublik Republika Srpska gehört.

## Gemeindegliederung
Zur Opština gehören die Ortsteile (mesne zajednice) Stari Grad, Novi Priboj, Banja, Kratovo, Rača, Sastavci, Bučje, Krajčinovići, Zabrnjica, Sjeverin, Strmac, Pribojska Goleša, Mažići und Kalafati.

## Bevölkerung
Etwa 75,9 % der Gemeindeeinwohner bezeichnen sich als Serben, etwa 14 % als Bosniaken und etwa 7,2 % als ethnische Muslime.

## Wirtschaft
Priboj ist eine industriell geprägte Stadt und hatte sich vor allem in den 1970er und 1980er Jahren stark entwickelt. Einer der größten Arbeitgeber ist die Fabrika automobila Priboj.

## Persönlichkeiten
- Behudin Merdović (* 1961), Eisschnellläufer